# Zła Wieś (województwo kujawsko-pomorskie)
Zła Wieś (sołectwo Trzęsacz) – wieś w Polsce, położona w województwie kujawsko-pomorskim, w powiecie bydgoskim, w gminie Dobrcz, na lewym brzegu Wisły.

## Podział administracyjny
W latach 1975–1998 miejscowość należała administracyjnie do województwa bydgoskiego.

## Demografia
Według danych Urzędu Gminy Dobrcz (31 grudnia 2023 r.) miejscowość liczyła 10 mieszkańców (jest jedną z 2 najmniejszych miejscowości gminy Dobrcz).

## Dawne cmentarze
Na terenie wsi zlokalizowany jest nieczynny cmentarz ewangelicki.